# The Sea Nymphs

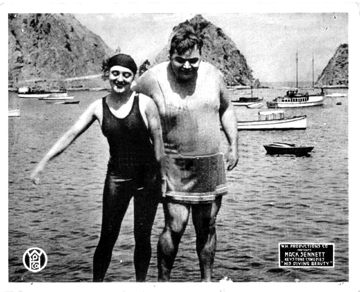
Mabel Normand i Fatty Arbuckle en un fotograma de la pel·lícula

The Sea Nymphs és una pel·lícula muda de dos bobines de la Keystone dirigida i protagonitzada per Fatty Arbuckle junt amb Mabel Normand, Minta Durfee i Alice Davenport, entre d'altres. Es va estrenar el 23 de novembre de 1914. Es considera una pel·lícula perduda.

## Argument
Fatty, la seva esposa i la seva sogra viatgen en el ferri que porta a l’illa de Santa Catalina on també hi ha Mabel i el seu pare. Mabel i Fatty coquetegen, i aquest, en creure que es tracta d’un pretendent, llença el pare de Mabel per la borda. El vaixell arriba a port i les dues famílies segueixen camins separats. Ambrose també intenta flirtejar amb Mabel. Tots van a llogar vestits de bany i Fatty tanca Ambrose en un vestidor amb la seva sogra. Fatty i Mabel marxen cap les onades, es banyen i alimenten les foques. Mentrestant, la sogra és rescatada del vestidor i aleshores el pare de Mabel juntament amb Ambrose ataquen Fatty. Aquest els aconsegueix despistar i amb Mabel es disposen a fer una exhibició de salt de trampolí que és aclamada per tots els espectadors excepte per les famílies respectives que ja els ho faran pagar després.

## Repartiment
- Roscoe Arbuckle (Fatty)
- Mabel Normand (Mabel)
- Minta Durfee (esposa de Fatty)
- Mack Swain (Ambrose)
- Alice Davenport (sogra de Fatty)
- Charles Avery (pare de Mabel)
- James Bryan (home que menja gelat / policia)
- Harry McCoy (policia / imitador de Ford Sterling)
- Bill Hauber